# Джон Рендолф з Роанока

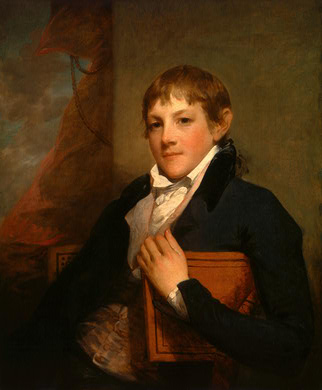
Картина Гілберта Стюарта із зображенням молодого Рендолфа

Джон Рендолф (2 червня 1773 р – 24 травня 1833), широко відомий як Джон Рендолф з Роанока,  — американський плантатор і політик із Вірджинії, працював у Палаті представників у різний час між 1799 і 1833 роками та Сенаті з 1825 до 1827 років. Він також був послом у Росії за президентства Ендрю Джексона в 1830 році. Після того, як він був прес-секретарем президента Томаса Джефферсона в Палаті представників, він розірвав відносини з президентом у 1805 році через те, що він вважав розмиванням традиційних принципів Джефферсона, а також передбачуваного поганого поводження під час імпічменту Семюеля Чейза, в якому брав участь Рендолф. на посаді головного прокурора. Після цього розколу Рендолф проголосив себе лідером «Старих республіканців» або «Терціум Квідів», крила Демократично-республіканської партії, яке хотіло обмежити роль федерального уряду. Зокрема, Рендолф пропагував Принципи 1998 року, які стверджували, що окремі штати можуть судити про конституційність законів і постанов центрального уряду та можуть відмовитися виконувати закони, які вважаються неконституційними.
Описаний як швидко мислячий оратор з неабиякою дотепністю, він був прихильником республіканізму і виступав за комерційне аграрне суспільство протягом усіх трьох десятиліть своєї роботи в Конгресі. Рендолф «привертав до себе велику увагу суворістю своїх інвектив, пікантністю своїх сарказмів, пронизливою інтонацією голосу і особливою виразною жестикуляцією». Консервативна позиція Рендолфа, що проявлялася в його аргументах проти боргів і за права землевласницької рабовласницької шляхти, пояснюється його зв'язками з родинним маєтком та елітарними цінностями його рідної Південної Вірджинії. Його віра у важливість землевласницького дворянства спонукала його виступати проти скасування права на спадщину та першородство: "Старі сім'ї Вірджинії будуть зв'язуватися з низькими людьми і потонуть у масі синів і дочок наглядачів". Рендолф рішуче виступав проти війни 1812 року та Міссурійського компромісу 1820 року; він брав активну участь у дебатах про тарифи, виробництво та валюту. Маючи неоднозначне ставлення до рабства, він був одним із засновників Американського колонізаційного товариства в 1816 році, щоб відправити вільних негрів до колонії в Африці. Водночас він вважав, що рабство було необхідністю у Вірджинії, кажучи: "Питання рабства, як його називають, є для нас питанням життя і смерті... Ви не знайдете в історії жодного випадку, коли дві різні раси займали б землю інакше, ніж у відносинах господаря і раба". Крім того, Рендолф залишався залежним від сотень рабів, які працювали на його тютюновій плантації. Однак у своєму заповіті він передбачив їхнє звільнення та переселення до вільного штату Огайо, виділивши гроші на купівлю землі та реманенту. Вони заснували Россвіль, який зараз є частиною міст Піка, Огайо та Рамлі, Огайо.
Його прихильники захоплювалися полум'яним характером Рендолфа, а освіта була однією з його пристрастей. З іншого боку, інші, особливо прихильники демократії з півночі, висміювали Рендолфа за його дивацтва, про які йтиметься нижче, як це робили багато вірджинців, включаючи Томаса Джефферсона. Він застосовував у передвиборчій агітації методи, які також були його хобі. Рендолф звертався безпосередньо до йоменів, використовуючи розважальне і просвітницьке красномовство, товариськість і спільність інтересів, особливо в сільському господарстві. Це призвело до стійкої прихильності виборців до нього. Його захист обмеженого уряду приваблює сучасних консерваторів, особливо Рассела Кірка, який написав впливову монографію про Рендолфа.

## Ранні роки та освіта
Рендолф народився в Коусоні (тепер Хоупвелл) у колонії Вірджинія, у родині багатого тютюнового плантатора Джона Рендолфа (1742-1775) та Френсіс Бленд (1744-1788). Його сім'ї, сім'я Рендолфів і сім'я Блендів, належать до видатних Перших родин Вірджинії і часто вступали в шлюб між собою. Його дідами були Річард Рендолф і Теодорік Бленд з Коусона, які були, відповідно, сином і онуком Вільяма Рендолфа і Мері Ішам з острова Тюрк. Він був троюрідним братом Річарда Бленда і Пейтона Рендолфа, двох стовпів Першого Континентального конгресу, племінником конгресмена Теодоріка Бленда і пасинком Томаса Тюдора Такера, зведеним братом Генрі Сент-Джорджа Такера-старшого і Натаніеля Беверлі Такера, а також троюрідним братом Томаса Джефферсона. Мати Джефферсона була донькою Ішама Рендолфа з Дангенеса.
Його батько помер у 1775 році, коли йому (наймолодшому з трьох братів і, зрештою, найдовше прожив) було два роки. Мати керувала сімейними плантаціями і чекала на новий шлюб до 1778 року, коли вийшла заміж за Сент-Джорджа Такера, сина відомого плантатора на Бермудських островах (куди він згодом відвіз своїх пасинків для відновлення здоров'я), який приїхав до Вірджинії вивчати право під керівництвом Джорджа Вайта у Вільямсбурзі, був прийнятий до адвокатури Вірджинії в 1774 році, здобув повагу у своїй професії (в тому числі викладав право в Коледжі Вільяма і Марії) і стане суддею, який згодом перетворився на Верховний суд Вірджинії у 1804 році. Його четвертим прадідом по материнській лінії був Річард Беннетт з Вірджинії, обраний губернатором колонії Вірджинія під час протекторату Кромвеля, пуританин, який у 1672 році був навернений до руху квакерів Джорджем Фоксом.

### Проблеми зі здоров'ям
Генетичне відхилення — можливо, синдром Клайнфельтера - залишила його на все життя безбородим і з сопрано до статевого дозрівання. Сучасна наука встановила, що латентний туберкульоз легень іноді може оселитися в статевих шляхах і викликати симптоми та незворотні пошкодження, які можуть перешкодити настанню статевої зрілості. Брат Рендолфа помер від туберкульозу, і схоже, що Рендолф захворів на туберкульоз в юності і так і не досяг статевої зрілості. Він остаточно помер від туберкульозу у віці 60 років, після того, як туберкульоз став відкритою формою. Він почав вживати опіум, щоб впоратися з сильним болем, спричиненим його довічною боротьбою з туберкульозом. Сучасники свідчать, що він був відважною і войовничою особистістю ще до початку будь-якої хвороби.

### Освіта
Спочатку навчаючись у приватних репетиторів, Рендолф відвідував приватну школу Уокера Морі. Після того, як одного з його братів покарали, брати Рендолф побили Морі і покинули школу-пансіон, не завершивши навчання. Вітчим відправив їх до коледжу Нью-Джерсі та Колумбійського коледжу в Нью-Йорку. Брати Рендолф нехтували навчанням і проводили багато часу в тавернах. Закінчивши навчання і залишившись без грошей, вони повернулися до Вірджинії. Пізніше Джон вивчав право у Філадельфії під керівництвом свого двоюрідного брата Едмунда Рендолфа, але ніколи не практикував. У 1792 році багатство і вплив його сім'ї допомогли йому вступити до Коледжу Вільяма і Мері у Вільямсбурзі, штат Вірджинія. Переконаний, що його вимова слів є єдино правильною, він образив однокурсника Роберта Б. за те, що той нібито неправильно вимовив слово. Рендолф відмовився вибачатися, і між ними зав'язалася дуель. Невдовзі Рендолф покинув Вільяма і Мері, закінчивши таким чином свою формальну освіту.

## Політична кар'єра
У незвично молодому віці 26 років Рендолф був обраний до Конгресу США шостого скликання. Кажуть, що молодий вигляд Рендолфа спонукав спікера Палати представників Теодора Седжвіка запитати Рендолфа, чи достатньо він дорослий, щоб мати право бути обраним, але відповідь Рендолфа - "Запитайте моїх виборців" - не спонукала Седжвіка продовжувати це питання. Рендолф був переобраний до шести наступних Конгресів США і працював з 1799 по 1813 рік. Незважаючи на те, що він часто критикував рабство, більшу частину своєї конгресової кар'єри він присвятив захисту рабства і класу заможних рабовласників Вірджинії. Рендолф також наполягав на тому, що скасування рабства було б гіршим як для поневолених чорних, так і для білих. Насправді, Рендолф возвеличував клас заможних рабовласників Вірджинії як законних правителів Вірджинії та Сполучених Штатів і з великою зневагою ставився до демократії та прихильників більш демократичного правління у Вірджинії та в Союзі.
Федераліст Вільям Пламер з Нью-Гемпшира писав у 1803 році про його вражаючу присутність:
Пан Рендолф заходить до парламенту в чоботях і шпорах, з батогом у руці, наслідуючи, як кажуть, членів британського парламенту. Він дуже невисокий на зріст, але звичайної статури. З невеликої відстані він не здається старшим за вас, але, підійшовши ближче, ви помічаєте його зморшки і сивину. Йому, здається, близько тридцяти. Він є нащадком по прямій лінії від знаменитої індіанської принцеси Почахонтас. Федералісти висміюють і зневажають його; але зневажений ворог часто виявляється небезпечним ворогом. Його таланти, безумовно, набагато вищі за посередність. Як популярний оратор, він не поступається жодному члену Палати представників. Я захоплююся його винахідливістю і промовами, але мені не подобається його політика.
Рендолф був головою Комітету шляхів і засобів у Сьомому - Дев'ятому Конгресах, виконуючи обов'язки лідера Демократично-республіканської партії. Після розриву в 1806 році зі своїм двоюрідним братом, президентом Томасом Джефферсоном, через те, що міжнародне сприйняття його злощасного Мобільного акту 1804 року він заснував Tertium quids, фракцію Демократично-республіканської партії, яка закликала до повернення до Принципів 1798 р. і відмовився від того, що вважав повзучим націоналізмом. Тератіум Квідс Рендолфа вважав, що заможні рабовласники, як і вони самі, є законними правителями Вірджинії та Союзу, і що будь-який рух у бік більшої демократії підірве владу та авторитет рабовласницького класу Вірджинії.
Хоча він дуже захоплювався політичними ідеалами покоління часів Революційної війни, Рендолф, під впливом антифедералізму Півдня, висунув версію республіканізму, яка закликала традиційне патріархальне суспільство еліти Вірджинії, рабовласницького дворянства, зберегти соціальну стабільність з мінімальним втручанням уряду. Рендолф був одним з керівників Палати представників, які успішно провели процес імпічменту Джона Пікерінга, судді окружного суду штату Нью-Гемпшир, у січні 1804 року. Критики скаржилися, що він неправильно керував процесом, коли виконував ту ж саму роль під час невдалої спроби імпічменту Семюеля Чейза, асоційованого судді Верховного Суду США, того ж року.
Рендолф був головним прихильником імпічменту судді Чейзу.
У червні 1807 року Рендолф був старшиною Великого журі в Річмонді, яке розглядало звинувачення Аарона Берра та інших у державній зраді. Наприкінці розгляду він був розлючений на Томаса Джефферсона за підтримку генерала Джеймса Вілкінсона, головного обвинувача Берра. Він вважав Вілкінсона менш ніж поважною і чесною людиною.
Зазнавши поразки на переобранні в 1812 році через свою опозицію до війни 1812 року, Рендолф був обраний в 1814 і 1816 роках. Він пропустив термін, потім був переобраний і служив з 1819 року до своєї відставки в 1825 році. Під час Міссурійської кризи Рендолф виступив як відвертий захисник рабовласницького дворянства та критик демократії, хоча він неодноразово наполягав на своїй ненависті до рабства.
У 1823–1824 роках Джона Рендолфа попросили балотуватися на посаду кандидата від Демократичної республіканської партії на посаду президента США перед виборами президента США 1824 року. Він відхилив цю пропозицію.
Рендолф був призначений до Сенату США в грудні 1825 року на вакантне місце і працював там до 1827 року. Під час його перебування в Сенаті його колеги-віги, роздратовані гіркотою його інвектив, іноді переривали його промови, "кілька разів покидаючи свої місця, коли він говорив до такої міри, що Сенат залишався без кворуму". Рендолф був знову обраний до Конгресу в 1826 році, ставши головою Комітету з питань шляхів і засобів.
За свою довгу кар'єру в Конгресі Джон Рендолф виголошував багато промов на підтримку рабства. Він висміював загальну емансипацію як ненадійну фантазію. Говорячи про Кубу, Рендолф сказав: "Це безсумнівно, але це вторгнення буде здійснене з цим принципом - цим генієм загальної емансипації - всеохоплюючою анафемою проти білого населення... І тоді, сер, яка позиція півдня Сполучених Штатів?". Якщо ми приєднаємося, то "ми повинні заслужити право мати негрів за наших управителів і за чоловіків наших дружин". (Фред Каплан, Джон Квінсі Адамс, 407-8).
Рендолф був членом Конституційного конвенту Вірджинії 1829-1830 років у Річмонді як делегат від округу Шарлотта. Він був призначений міністром Сполучених Штатів у Росії президентом Ендрю Джексоном і служив з травня по вересень 1830 року, коли пішов у відставку за станом здоров'я.

Портрет Джона Рендолфа з автографом

## Смерть, спадок та почесті
Знову обраний у 1832 році, він служив до своєї смерті у Філадельфії 24 травня 1833 року. Він ніколи не одружувався. Рендолф похований на Голлівудському кладовищі в Річмонді, штат Вірджинія. Його дім у Вірджинії, плантація Роанок, стоїть і сьогодні, і був занесений до Національного реєстру історичних місць у 1973 році 
- У 1815 році Рендолф був обраний членом Американського товариства антикварів[13]

Сучасна консервативна політична група, Клуб Джона Рендолфа, названа на честь Рендолфа. Його захист обмеженого уряду звертається до сучасних і сучасних консерваторів, особливо Рассела Кірка (1918–1994).
Місця, названі на його честь:
- Коледж Рендолфа-Мейкона та Коледж Рендолфа.
- Округ Рендолф, Арканзас, Округ Рендолф, Джорджія та Округ Рендолф, Міссурі
- Корабель Свободи Другої світової війни SS Джон Рендолф
- Середню школу Рендолфа-Генрі в Шарлотт-Корт-Хаус, штат Вірджинія, назвали на честь нього та Патріка Генрі. Заснована 1938 року.

## Особистість, ексцентричність і статус аутсайдера
Незважаючи на те, що він був джентльменом із Вірджинії, одним із найкращих ораторів в історії Кароліни,  і голова Палати представників, Рендолф після п’яти років керівництва став до 1803 року постійним аутсайдером. Його особисті дивацтва могли бути ще гіршими через його довічне погане здоров’я (він помер від туберкульозу), рясне пияцтво та періодичне вживання опіуму. За словами Білла Кауфмана, Рендолф був «звичайним споживачем опіуму [і] холостяком, який, здається, був закоханий в Ендрю Джексона».
Вірш Джона Грінліфа Віттіера «Рендолф з Роанока», написаний після того, як віргінець став символом «влади рабів», може захопити його дивовижний блиск:
Радість, що виблискує, як діамантовий дощ,
З вуст вічного смутку;
Ясні картини величних думок
На ґрунті божевілля.
В той час, як інші здіймають град в далеких небесах.
Наш орел сутінкову шестірню,
Він бачив лише гірського птаха.
Схилився над своєю старою державою!
Всі партії боялися його; кожна по черзі
Бачила свої плани роз'єднаними,
Справа чи зліва його фатальний погляд
І примарний палець, що вказував.
У березні 1826 року Рендолф виступив із промовою в Сенаті, в якій описав домовленості, за якими Джон Квінсі Адамс став президентом у 1825 році, а Генрі Клей Адамс — державним секретарем, як дії «пуританина (Адамса) з чорною ніжкою (Клея) ". Клей був під враженням, що Рендолф відмовився від імунітету Конгресу перед своїм виступом; ображений описом Рендолфа про нього, він викликав Рендолфа на дуель. Фактично Рендолф не відмовився від імунітету, але замість того, щоб видати себе нечесним, зробивши це відомим, він прийняв виклик Клея. Під час попередніх заходів Рендолф стверджував, що Клей не мав права оскаржувати політичні зауваження, зроблені в Сенаті США. Через цю точку зору Рендолф оголосив про свій намір не стріляти по Клею. 8 квітня вони зустрілися на вірджинському боці річки Потомак. Під час їхнього першого удару Рендолф шалено пробив, а Клей промахнувся. Під час другої зустрічі Рендолф вистрілив у повітря, чітко сигналізуючи, що він не братиме участі. Потім Клей завершив дуель, підійшовши до Рендолфа та висловивши надію, що Рендолф не постраждав. Куля Клея розірвала верхній одяг Рендолфа, і він добродушно відповів: «Ви винні мені пальто, містере Клей». Цивільні відносини між Рендолфом і Клеєм були відновлені. Як пізніше написав Мартін Ван Бюрен:
Він [Рендольф] наполягав на тому, що ніколи не мав наміру позбавляти містера Клея життя, і пояснював це повагою до місіс Клей і небажанням зробити її нещасною, але він визнав, що після певних подій вирішив поранити його в ногу - свою нездатність виконати цей задум він пояснював прагненням уникнути колінна чашечка, потрапляння в яку він розцінював як "вбивство!".
За винятком цього інциденту, Рендолф зазвичай приберігав свою войовничість для виступів у Конгресі. Він зазвичай одягався яскраво, часто у супроводі своїх рабів та мисливських собак. "Коли Клей вирішив перетворити посаду спікера на справжню владу після свого першого обрання на цю посаду в 1811 році, він безцеремонно наказав Рендолфу прибрати свого собаку з зали засідань Палати представників - чого не наважувався зробити жоден попередній спікер."
Рендолф дуже не любив представника. Вілліс Алстон і влаштував з ним жорстоку бійку у вашингтонському пансіоні. Гарячі слова призвели до того, що двоє закидали один одного посудом. Через шість років вони знову побилися на сходах у Палаті після того, як Алстон голосно назвав Рендолфа «цуценям». Рендолф до крові побив Алстона своєю тростиною, і їх двох довелося розлучити іншим конгресменам. Рендолфа оштрафували на 20 доларів за це порушення громадського порядку.
Тим не менш, Рендолф підтримував багато дружніх стосунків, які перетинали лінії політичних партій. Наприклад, він залишався близьким із конгресменом - федералістом Гарманусом Блікером з Олбані, Нью-Йорк. Блікер і Рендолф обмінялися портретами на знак взаємної поваги, і кожен виставив у своєму домі портрет іншого.

### Навернення до релігії
Рендолф був вихований і залишився в єпископальній церкві. Хоча він пройшов через фазу юнацького безбожництва, в 1818 році він пережив кризу, яка закінчилася наверненням, про яке він розповів у листах до кількох друзів.
Після цього життя Рендолфа було позначене побожністю. Наприклад, він писав Джону Брокенброу, що його стримував від причастя "страх їсти і пити неправедно". Так, серед виконавців останньої волі Рендолфа (описаної нижче) був єпископ Вірджинії Вільям Мід (який за кілька років до того звільнив своїх рабів, але до кінця життя під час Громадянської війни в США стане захисником "особливого інституту").

### Рабство
Разом із суддею Бушродом Вашингтоном та його колишнім студентом Генрі Клеєм Рендолф був одним із засновників Американського колонізаційного товариства (ACS) у 1816 році. Воно починалося як співпраця рабовласників і аболіціоністів, які планували перевезти і поселити вільних негрів у колонії в Африці (ця територія стала Ліберією). Як і деякі інші рабовласники, Рендолф давно виступав проти рабства в теорії. Крім того, його старший брат, Річард Рендолф, у своєму заповіті звільнив рабів, а його вдова Джудіт боролася за виконання цього положення, що призвело до заснування громади вільних чорношкірих Ізраел Хілл на території колишнього маєтку Рендолфів в окрузі Принс-Едвард, штат Вірджинія. За два десятиліття після Революційної війни стільки плантаторів звільнили рабів, що частка вільних чорношкірих у Вірджинії зросла з менш ніж одного відсотка у 1782 році до 13,5 відсотка у 1810 році.
Майже через два десятиліття після смерті Річарда, у 1819 році, Джон Рендолф також написав заповіт, передбачаючи віддачу своїх рабів після його смерті. Він писав: «Я даю і заповідаю всім моїм рабам їхню свободу, щиро шкодуючи, що я коли-небудь був власником одного». У заповіті було передбачено поселення звільнених рабів на їхній власній землі на вільній території (оскільки ці звільнені люди, на відміну від Річарда, не могли датувати своє звільнення раніше, ніж закон Вірджинії, який вимагає від звільнених чорношкірих залишити Співдружність). Інший заповіт, складений у 1821 році, передбачав, що кожен раб старше 40 років мав отримати 10 акрів (4,0 га) землі. Незважаючи на те, що заповіт було оскаржено в суді, його раби зрештою були визнані вільними.  У 1846 році 383 колишніх «раби Рендолфа» прибули до Цинциннаті. Місцеві фермери в окрузі Огайо, де виконавець Рендолфа купив для них 3200 акрів, не дозволили звільненим поселитися там. Багато з них зрештою оселилися в округах Маямі та Шелбі в таких місцях, як Россвіль поблизу Пікуа, штат Огайо, від якого залишилося лише громадське кладовище.

## Історія обрань
- 1799: Рендолф був обраний до Палати представників США з 40,54% голосів, перемігши федералістів Поугатана Боллінга та Клемента Карінгтона.
- 1801; Рендолф був переобраний без опонентів.
- 1823; Рендолф був переобраний без конкурентів.
- 1825; Рендолф був переобраний без опонентів.
- 1827; Рендолф був переобраний без опонентів.
- 1833; Рендолф був переобраний без опонентів.

## Образ у культурі
Зіграний Мелвіном Дугласом у фільмі 1936 року «Чудова інсинуація».
Зіграний Едвіном Максвеллом у фільмі 1942 року «Десять джентльменів із Вест-Пойнта».
Едгар Аллан По в «Фактах у справі М. Вальдемара» (1845) стверджує, що смертельно хворий на чагарник М. Вальдемар «є (або був) особливо помітним через надзвичайну рідкість свого обличчя  —  його нижні кінцівки дуже нагадують Джона Рендолфа". Можливо, По бачив Рендолфа, живучи в Річмонді, штат Вірджинія, з 1820 по 1827 рік.

## Походження
|  |                                |  |  |  |  |  |  |  |  |  |  |  |  |  |  |  |
|  | 16. Richard Randolph           |  |  |  |  |  |  |  |  |  |  |  |  |  |  |  |
|  |                                |  |  |  |  |  |  |  |  |  |  |  |  |  |  |  |
|  |                                |  |  |  |  |  |  |  |  |  |  |  |  |  |  |  |
|  | 8. William Randolph I          |  |  |  |  |  |  |  |  |  |  |  |  |  |  |  |
|  |                                |  |  |  |  |  |  |  |  |  |  |  |  |  |  |  |
|  |                                |  |  |  |  |  |  |  |  |  |  |  |  |  |  |  |
|  | 17. Elizabeth Ryland           |  |  |  |  |  |  |  |  |  |  |  |  |  |  |  |
|  |                                |  |  |  |  |  |  |  |  |  |  |  |  |  |  |  |
|  |                                |  |  |  |  |  |  |  |  |  |  |  |  |  |  |  |
|  | 4. Richard Randolph            |  |  |  |  |  |  |  |  |  |  |  |  |  |  |  |
|  |                                |  |  |  |  |  |  |  |  |  |  |  |  |  |  |  |
|  |                                |  |  |  |  |  |  |  |  |  |  |  |  |  |  |  |
|  | 18. Henry Isham                |  |  |  |  |  |  |  |  |  |  |  |  |  |  |  |
|  |                                |  |  |  |  |  |  |  |  |  |  |  |  |  |  |  |
|  |                                |  |  |  |  |  |  |  |  |  |  |  |  |  |  |  |
|  | 9. Mary Isham                  |  |  |  |  |  |  |  |  |  |  |  |  |  |  |  |
|  |                                |  |  |  |  |  |  |  |  |  |  |  |  |  |  |  |
|  |                                |  |  |  |  |  |  |  |  |  |  |  |  |  |  |  |
|  | 19. Katherine Banks            |  |  |  |  |  |  |  |  |  |  |  |  |  |  |  |
|  |                                |  |  |  |  |  |  |  |  |  |  |  |  |  |  |  |
|  |                                |  |  |  |  |  |  |  |  |  |  |  |  |  |  |  |
|  | 2. John Randolph               |  |  |  |  |  |  |  |  |  |  |  |  |  |  |  |
|  |                                |  |  |  |  |  |  |  |  |  |  |  |  |  |  |  |
|  |                                |  |  |  |  |  |  |  |  |  |  |  |  |  |  |  |
|  | 20. Robert Bolling             |  |  |  |  |  |  |  |  |  |  |  |  |  |  |  |
|  |                                |  |  |  |  |  |  |  |  |  |  |  |  |  |  |  |
|  |                                |  |  |  |  |  |  |  |  |  |  |  |  |  |  |  |
|  | 10. John Bolling               |  |  |  |  |  |  |  |  |  |  |  |  |  |  |  |
|  |                                |  |  |  |  |  |  |  |  |  |  |  |  |  |  |  |
|  |                                |  |  |  |  |  |  |  |  |  |  |  |  |  |  |  |
|  | 21. Jane Rolfe                 |  |  |  |  |  |  |  |  |  |  |  |  |  |  |  |
|  |                                |  |  |  |  |  |  |  |  |  |  |  |  |  |  |  |
|  |                                |  |  |  |  |  |  |  |  |  |  |  |  |  |  |  |
|  | 5. Jane Bolling                |  |  |  |  |  |  |  |  |  |  |  |  |  |  |  |
|  |                                |  |  |  |  |  |  |  |  |  |  |  |  |  |  |  |
|  |                                |  |  |  |  |  |  |  |  |  |  |  |  |  |  |  |
|  | 22. Richard Kennon             |  |  |  |  |  |  |  |  |  |  |  |  |  |  |  |
|  |                                |  |  |  |  |  |  |  |  |  |  |  |  |  |  |  |
|  |                                |  |  |  |  |  |  |  |  |  |  |  |  |  |  |  |
|  | 11. Mary Kenyon                |  |  |  |  |  |  |  |  |  |  |  |  |  |  |  |
|  |                                |  |  |  |  |  |  |  |  |  |  |  |  |  |  |  |
|  |                                |  |  |  |  |  |  |  |  |  |  |  |  |  |  |  |
|  | 23. Elizabeth Worsham          |  |  |  |  |  |  |  |  |  |  |  |  |  |  |  |
|  |                                |  |  |  |  |  |  |  |  |  |  |  |  |  |  |  |
|  |                                |  |  |  |  |  |  |  |  |  |  |  |  |  |  |  |
|  | 1. John Randolph of Roanoke    |  |  |  |  |  |  |  |  |  |  |  |  |  |  |  |
|  |                                |  |  |  |  |  |  |  |  |  |  |  |  |  |  |  |
|  |                                |  |  |  |  |  |  |  |  |  |  |  |  |  |  |  |
|  | 24. Theodorick Bland           |  |  |  |  |  |  |  |  |  |  |  |  |  |  |  |
|  |                                |  |  |  |  |  |  |  |  |  |  |  |  |  |  |  |
|  |                                |  |  |  |  |  |  |  |  |  |  |  |  |  |  |  |
|  | 12. Richard Bland              |  |  |  |  |  |  |  |  |  |  |  |  |  |  |  |
|  |                                |  |  |  |  |  |  |  |  |  |  |  |  |  |  |  |
|  |                                |  |  |  |  |  |  |  |  |  |  |  |  |  |  |  |
|  | 25. Anne Bennett               |  |  |  |  |  |  |  |  |  |  |  |  |  |  |  |
|  |                                |  |  |  |  |  |  |  |  |  |  |  |  |  |  |  |
|  |                                |  |  |  |  |  |  |  |  |  |  |  |  |  |  |  |
|  | 6. Theodorick Bland of Cawsons |  |  |  |  |  |  |  |  |  |  |  |  |  |  |  |
|  |                                |  |  |  |  |  |  |  |  |  |  |  |  |  |  |  |
|  |                                |  |  |  |  |  |  |  |  |  |  |  |  |  |  |  |
|  | 26. (= 8.) William Randolph I  |  |  |  |  |  |  |  |  |  |  |  |  |  |  |  |
|  |                                |  |  |  |  |  |  |  |  |  |  |  |  |  |  |  |
|  |                                |  |  |  |  |  |  |  |  |  |  |  |  |  |  |  |
|  | 13. Elizabeth Randolph         |  |  |  |  |  |  |  |  |  |  |  |  |  |  |  |
|  |                                |  |  |  |  |  |  |  |  |  |  |  |  |  |  |  |
|  |                                |  |  |  |  |  |  |  |  |  |  |  |  |  |  |  |
|  | 27. (= 9.) Mary Isham          |  |  |  |  |  |  |  |  |  |  |  |  |  |  |  |
|  |                                |  |  |  |  |  |  |  |  |  |  |  |  |  |  |  |
|  |                                |  |  |  |  |  |  |  |  |  |  |  |  |  |  |  |
|  | 3. Frances Bland               |  |  |  |  |  |  |  |  |  |  |  |  |  |  |  |
|  |                                |  |  |  |  |  |  |  |  |  |  |  |  |  |  |  |
|  |                                |  |  |  |  |  |  |  |  |  |  |  |  |  |  |  |
|  | 28. (= 20.) Robert Bolling     |  |  |  |  |  |  |  |  |  |  |  |  |  |  |  |
|  |                                |  |  |  |  |  |  |  |  |  |  |  |  |  |  |  |
|  |                                |  |  |  |  |  |  |  |  |  |  |  |  |  |  |  |
|  | 14. Drury Bolling              |  |  |  |  |  |  |  |  |  |  |  |  |  |  |  |
|  |                                |  |  |  |  |  |  |  |  |  |  |  |  |  |  |  |
|  |                                |  |  |  |  |  |  |  |  |  |  |  |  |  |  |  |
|  | 29. Anne Dade Stith            |  |  |  |  |  |  |  |  |  |  |  |  |  |  |  |
|  |                                |  |  |  |  |  |  |  |  |  |  |  |  |  |  |  |
|  |                                |  |  |  |  |  |  |  |  |  |  |  |  |  |  |  |
|  | 7. Frances Elizabeth Bolling   |  |  |  |  |  |  |  |  |  |  |  |  |  |  |  |
|  |                                |  |  |  |  |  |  |  |  |  |  |  |  |  |  |  |
|  |                                |  |  |  |  |  |  |  |  |  |  |  |  |  |  |  |
|  | 30. Francis Meriwether         |  |  |  |  |  |  |  |  |  |  |  |  |  |  |  |
|  |                                |  |  |  |  |  |  |  |  |  |  |  |  |  |  |  |
|  |                                |  |  |  |  |  |  |  |  |  |  |  |  |  |  |  |
|  | 15. Elizabeth Meriwether       |  |  |  |  |  |  |  |  |  |  |  |  |  |  |  |
|  |                                |  |  |  |  |  |  |  |  |  |  |  |  |  |  |  |
|  |                                |  |  |  |  |  |  |  |  |  |  |  |  |  |  |  |
|  | 31. Mary Bathurst              |  |  |  |  |  |  |  |  |  |  |  |  |  |  |  |
|  |                                |  |  |  |  |  |  |  |  |  |  |  |  |  |  |  |
|  |                                |  |  |  |  |  |  |  |  |  |  |  |  |  |  |  |

## Роботи
- Рендолф, Джон. Листи Джона Рендолфа до молодого родича, 1834, 254 стор. (Доступно онлайн.)
- Рендолф, Джон. Зібрані листи Джона Рендолфа з Роанока до доктора Джона Брокенбро, 1812 – 1833, за редакцією Кеннета Шорі; передмова Рассела Кірка, Piscataway, NJ: Transaction Publishers, 1988.

## Бібілографія
- Адамс, Генрі. Джон Рендолф (1882); Нове видання з первинними документами та вступом Роберта МакКоллі, 1996,ISBN 1-56324-653-8 ; негативна оцінка. (Доступно онлайн.)
- Брюс, Вільям Кабелл. Джон Рендолф з Роанока, 1773 – 1833; біографія, заснована переважно на нових матеріалах, у 2 томах; Нью-Йорк, Лондон: Г. P. Putnam's Sons, 1922 (2-ге переглянуте видання в 1 томі 1939, перевидано Нью-Йорк, Octagon Books, 1970); вичерпні деталі. (Доступно онлайн: том. I, том. II.)
- Давідофф, Роберт. Освіта Джона Рендолфа, Нью-Йорк: Нортон, 1979.ISBN 0-393-01242-5
- Деванні, Джон Ф., молодший. «Ненависть до державного боргу, податків і акцизів»: політична економія Джона Рендолфа з Роанока», журнал історії та біографії Вірджинії, 2001 р. 109 (4): стор. 387–416.
- Гарленд, Х'ю А. Життя Джона Рендолфа з Роанока ; Нью-Йорк: Appleton & Company, 1851. (Доступно онлайн: том. I, том. II.)
- Джонсон, Девід. Джон Рендолф з Роанока (Видавництво державного університету Луїзіани; 2012) 352 сторінки; докладну наукову біографію
- Кауфман, Білл. Це не моя Америка: Довга благородна історія антивоєнного консерватизму та середньоамериканського антиімперіалізму, Метрополітен, 2008.
- Кірк, Рассел. Рендолф з Роанока; дослідження консервативної думки, (1951), 186 стор. Короткий нарис; останні видання включають багато листів. (Доступно онлайн.)
- Джон Рендолф з Роанока: дослідження американської політики, з вибраними промовами та листами, 4-е видання, Індіанаполіс, Індіана : Фонд Свободи, 1997, 588 с. ISBN 0-86597-150-1 ; зосередитися на політичній філософії JR
- Травень, Григорій. Заповіт божевільного: Джон Рендолф, 400 рабів і міраж свободи (Нью-Йорк: Liveright, 2023).
- Risjord, Norman K. The Old Republicans: Southern Conservatism in the Age of Jefferson (1965); стандартна історія фракції Рендолфа.
- Тейт, Адам Л. «Республіканізм і суспільство: Джон Рендолф з Роанока, Джозеф Гловер Болдуін і пошук соціального порядку». Журнал історії та біографії Virginia 2003 111(3): 263 – 298.
- Вівер, Річард М. «Два типи американського індивідуалізму», Modern Age 1963 7(2): 119–134; порівнює Рендолфа з Генрі Девідом Торо онлайн-видання

## Зовнішні посилання
Шаблон:CongBio
- Джон Рендолф з Роанока на сайті Find a Grave (англ.)
- Chisholm, Hugh, ред. (1911). // Encyclopædia Britannica (англ.) (вид. 11-те). Cambridge University Press. {{cite encyclopedia}}: Пропущений або порожній |title= (довідка)